# George Dixon
George Dixon   (Vallejo, 10 d'abril de 1901 - San Francisco, 23 d'agost de 1991) va ser un jugador de rugbi a 15 estatunidenc que va competir durant la dècada de 1920.
Va jugar al rugbi a l'Olympic Club RFC de San Francisco i el 1924 va ser seleccionat per jugar amb la selecció dels Estats Units de rugbi a 15 que va prendre part en els Jocs Olímpics de París, on guanyà la medalla d'or.